# SGI Indigo

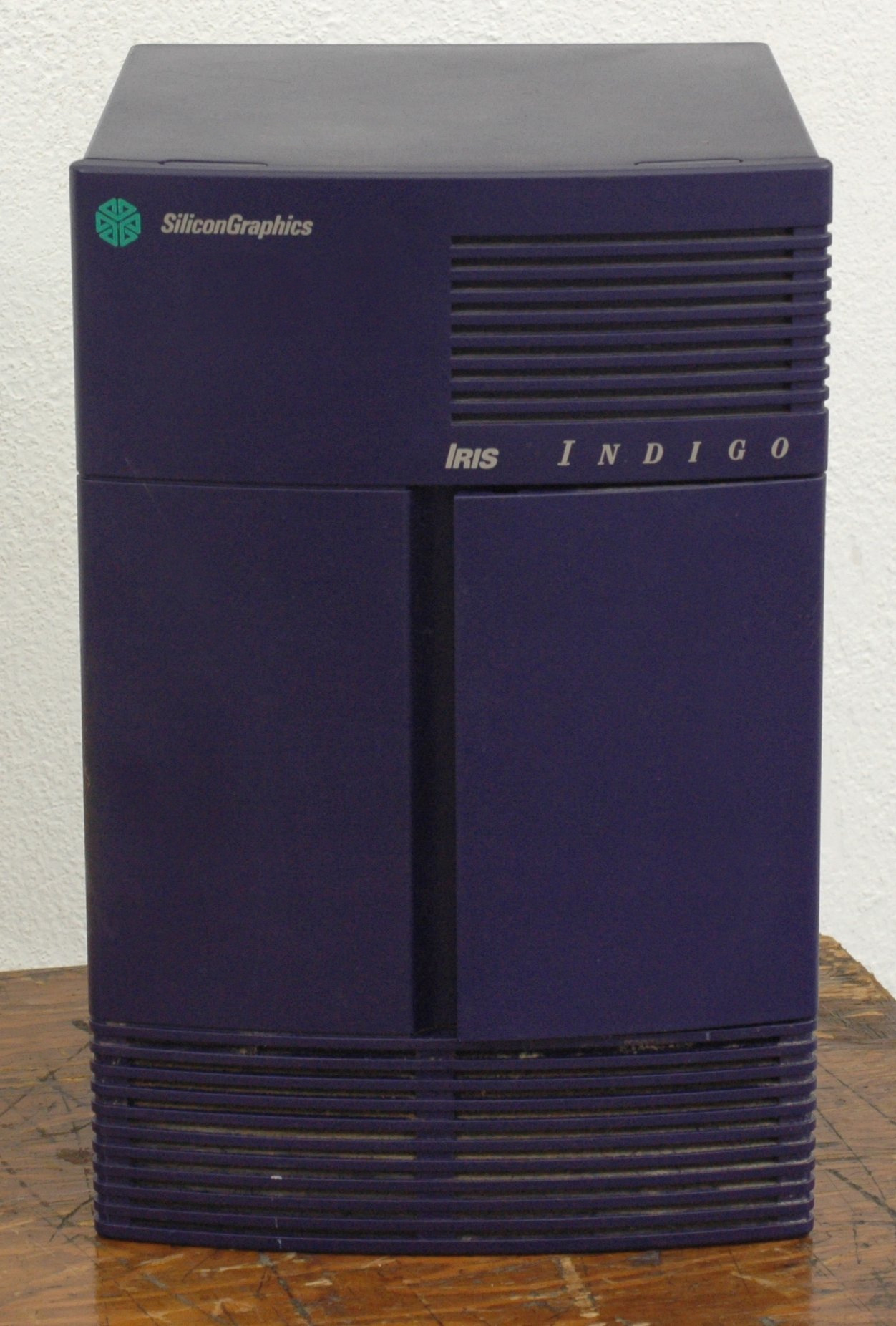
SGI Iris Indigo, zepředu

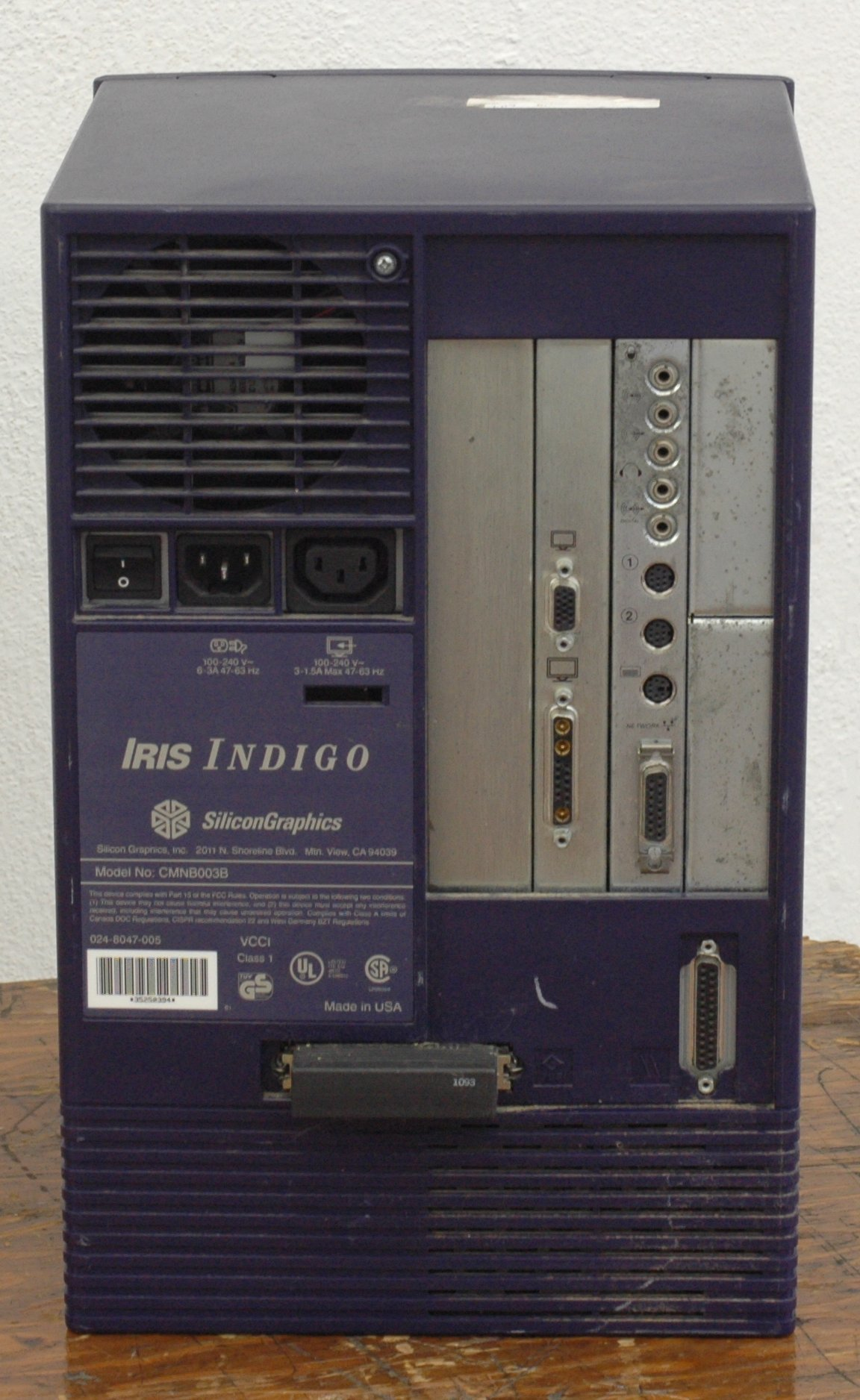
SGI Iris Indigo, zezadu

SGI Indigo je označení modelových řad počítačů vyráběných společností SGI na počátku 90. let 20. století.

## Konfigurace
První série strojů Indigo (kódové označení Hollywood) byla postavena na základních deskách s označením IP12. Základní deska IP12 obsahovala napevno připájený 32bitový MIPS RISC procesor R3000A běžící na frekvenci 33 MHz a proprietární paměťové sloty. Následující série strojů Indigo (kódové označení Blackjack) obsahovala základní desky IP20. Tyto desky už měly patici (PM1 nebo PM2), kterou bylo možno osadit vyjímatelným 64bitovým MIPS procesorem (R4000 nebo R4400), který pracoval na frekvenci až 150 MHz. Nejrychlejší verze procesoru R4400 sice pracovala na frekvenci 200 MHz, ta se však dodávala až do strojů Indigo2, které později nahrazovaly původní Indigo. Desky už také měly standardní 72 pinové SIMM paměťové sloty podporující paritní paměťové moduly. Pro práci se zvukem byl v počítači procesor Motorola 56000 DSP. Chipset základní desky měl zabudovanou Ethernetovou kartu a také řadič DMA. Na základní desce byla dále
speciální sběrnice pro připojení grafického podsystému a sběrnice GIO32 pro připojení periferií.

## Operační systém
Na počítačích Indigo běžel standardně operační systém IRIX, což je verze UNIXu od SGI. Počítače Indigo s procesory R3000 byly podporovány v IRIXu do verze 5.3. Indiga s procesory R4000 nebo R4400 byly podporovány až do verze IRIXu 6.5. Obě série Indigo (IP12 i IP20) mohou být provozovány také pod volně šiřitelným unixovým operačním systémem NetBSD (konkrétně pod jeho sgimps portem).

## Využití
Počítače Indigo byly ve své době považovány za nejvýkonnější stroje pro práci s grafikou. Jejich hardwarová podpora vykreslování trojrozměrných scén byla podstatně lepší než u jakékoli jiné platformy. Práci s grafikou zajišťoval subsystém Elan Graphics. Těchto subsystémů bylo několik verzí, které se lišily hloubkou barev, přítomností Z-Bufferu, a počtem geometrických jednotek pro práci s 3D scénami. Jednalo se o stále stejnou grafickou kartu, která však mohla být dodatečně osazena dalšími procesory a pamětmi pro vyšší výkon.
Práci s dvojrozměrnými scénami zajišťoval dvojrozměrný hardwarový framebuffer.

## Vzhled
Skříň počítače měla tvar Toweru (stojatá skříň, nejednalo se tedy o desktop jako u pozdějších modelů) a byla v barvě indigové modři, která zároveň dala tomuto počítači název.

## Nástupci
Stroje Indigo byly v období kolem roku 1994 postupně nahrazovány výkonnějšími počítači Indigo2 (případně jejich low-endovou variantou Indy). V některých aplikacích však stroje Indigo přetrvaly až do roku 2000.